# Erigorgus ambiguus
Erigorgus ambiguus är en stekelart som först beskrevs av Norton 1863.  Erigorgus ambiguus ingår i släktet Erigorgus och familjen brokparasitsteklar. Inga underarter finns listade i Catalogue of Life.